# Lophodermium vrieseae
Lophodermium vrieseae är en svampart som beskrevs av Rehm 1900. Lophodermium vrieseae ingår i släktet Lophodermium och familjen Rhytismataceae.   Inga underarter finns listade i Catalogue of Life.